# Линд, Оскар Оттович
Оскар Оттович Линд (15 июня 1904, Санкт-Петербург — 6 февраля 1976) — советский актёр.
Актёр Ленинградского театра музыкальной комедии. Наиболее известен своей работой в фильмах «Мистер Икс», «Старая, старая сказка», «Тень», «Начальник Чукотки», «Мертвый сезон», а также сериалах «Рожденная революцией» и «Строговы».

## Биография
По происхождению — эстонец. Отец, Отто Янович Линд, работал технологом литейного цеха на заводе «Лентекстильмаш». Стал жертвой репрессий: 23 февраля 1938 года его арестовали сотрудники НКВД и осудили по статье 58-6-11 УК РСФСР («Контрреволюционная деятельность»). 3 октября того же года Отто Янович Линд был расстрелян.
В юности Оскар Линд проявил интерес к актёрскому искусству и решил посвятить свою жизнь театру. Оскар Линд был актёром Ленинградского театра музыкальной комедии, где он заслужил признание своим талантом и профессионализмом. Он выступал в многочисленных мюзиклах, опереттах и комедийных постановках, завоевав сердца зрителей своими харизматичными выступлениями.
Помимо работы в театре, Оскар Линд также снялся в 25 фильмах. Его актёрский талант проявился в кино, хотя чаще всего он отыгрывал роли второго плана.
Умер 6 февраля 1976 года.

## Фильмография
- 1958 — Мистер Икс — Пуассон
- 1959 — Повесть о молодожёнах — квартуполномоченный
- 1962 — 713-й просит посадку — филуменист
- 1962 — Когда разводят мосты — продавец в киоске
- 1963 — Каин XVIII — генерал в очках
- 1964 — Возвращённая музыка — человек в ночной очереди за билетами в филармонию
- 1964 — Помни, Каспар… — служащий вокзала
- 1965 — Сегодня — новый аттракцион — распорядитель в цирке
- 1966 — Два билета на дневной сеанс — портной
- 1966 — Начальник Чукотки — ведущий заседания правительства, «внутренняя контра»
- 1967 — Зелёная карета — зритель
- 1968 — Мёртвый сезон — знаток на собачьей выставке
- 1968 — Старая, старая сказка — портной
- 1971 — Тень — придворный-клеветник
- 1972 — Игрок — портье
- 1972 — Круг — посетитель шашлычной
- 1973 — Опознание — мужчина в зале суда
- 1974 — Агония — секретарь, счетовод
- 1974 — Царевич Проша — подручный водяного палача
- 1975 — Рождённая революцией. 6-я серия — «Экзамен» (телефильм) — продавец в скупке (в титрах указан как — О. Линц)
- 1976 — Строговы (телефильм) — тюремный врач, квартирант Власа Строгова